# کسکو (مین)
کسکو(به انگلیسی: Casco) شهری در ایالت مین کشور ایالات متحده آمریکا است که جمعیت آن در سرشماری سال ۲۰۱۰ میلادی، ۵۸۷ نفر بوده‌است.